# Verdensarvsområder i Sverige
I Sverige er der i dag fjorten verdensarvsområder, udpeget af FNs kulturorganisation UNESCO. Sveriges første verdensarvssted var Drottningholm Slot.

## Sverige og verdensarvskonventionen
Sverige underskrev verdensarvskonventionen i 1984 og ratificerede den 22. januar året efter. Året efter fremlagde de nordiske landes rigsantikvarembeder en liste på kvalificerede steder i Norden. Listen er blevet opdateret en gang siden. Den opdaterede liste presenteredes i rapporten "Världsarv i Norden" i 1996.
I Sverige har Riksantikvarieämbetet det overordnede ansvar for at konventionen følges, samt ansvaret for kulturarven. Naturvårdsverket har ansvaret for de verdensarvsområder som er naturarv. Myndighederne har også ansvar for at tage initiativ til, og bekoste den opfølgning og de rapporter som skal afleveres til UNESCO hvert sjette år.
I 1991 fik Sverige sit første verdensarvssted – Drottningholm på Lovön. Siden da har antallet vokset og er nu på 14.

## Nomineringsprocessen i Sverige
Regeringen har siden 1986 givet Riksantikvarieämbetet og Naturvårdsverket opgaven med at komme med forslag til verdensarv. Riksantikvariämbetet kommer med forslag til kulturarv og Naturvårdsverket med forslag til naturarv.
Nomineringen forberedes af en arbejdsgruppe bestående af specialister indenfor de områder som objektet skal nomineres indenfor. Arbejdet ledes af den berørte länssstyrelse i samvirke med de ansvarlige myndigheder. Når nomineringen er klar sendes den til regeringen som derefter træffer den afgørende beslutningen. Derefter sendes nomineringen til Unesco, som så behandler den

## De 14 verdensarvssteder i Sverige
Kulturarv
- Drottningholm Slot (1991)
- Birka og Hovgården (1993)
- Engelsbergs bruk (1993)
- Helleristningerne i Tanum (1994)
- Skogskyrkogården (1994)
- Hansestaden Visby (1995)
- Gammelstad kirkeby (1996)
- Flådehavnen Karlskrona (1998)
- Södra Ölands kulturlandskap (2001)
- Falun og Kopparbergslagen (2001)
- Radiostationen i Grimeton (2004)
- Struves meridianbue (2005)

Naturarv
- Höga kusten/Kvarken (2000, utvidgat 2006)

Både kultur- og naturarv
- Laponia (1996)

## Forslag til verdensarv
- Kulturlandskabet omkring Markim og Orkesta
- Hälsingegårdar